# В саду осіннім айстри білі (романс)

«В саду осіннім айстри білі» — український романс XIX сторіччя. Був популярний в Україні до 60-х років XX сторіччя. Опублікований в 1961 у збірнику «Українські народні романси» за упорядкування з передмовою та примітками Леопольда Ященка. Відомості про автора слів та музики — відсутні. Назва і перший рядок пісні у збірнику звучали «В моєму саду айстри білі». Романс вважається українською народною піснею. Сучасними виконавцями є київський гурт «Рідна пісня», рок-гурт «MNISHEK», Сергій Лазановський,  дует Eileen та Malyarevsky .
В 60-х роках XX сторіччя у мелодії пісні з'явився «автор» Б. Тєрентьєв і пісню назвали «Вот кто-то с горочки спустился…».

## Текст
| В саду осіннім айстри білі[6] Схилили голови в журбі… В моєму серці гаснуть сили: Чужою стала я тобі… (2) Мені сімнадцятий минало Весною, як сади цвіли, Я про кохання ще й не знала, Ми тихо з сестрами жили… (2) Як я садила айстри білі, То ти поміг мені полить… З тих пір я мрію про кохання, З тих пір душа моя болить… (2) Як ти проходив мимо двору, Я задивилась на твій стан, Стояла довго під вербою, Поки вечірній спав туман… (2) Коли умру я від кохання, То поховайте серед трав, А ти, зірвавши айстру білу, Згадаєш, хто тебе кохав… (2) |